# Belāsejīn
Belāsejīn (persiska: بلاسجین) är en ort i Iran.   Den ligger i provinsen Östazarbaijan, i den nordvästra delen av landet, 400 km nordväst om huvudstaden Teheran. Belāsejīn ligger 1 719 meter över havet och antalet invånare är 253.
Terrängen runt Belāsejīn är platt åt sydost, men åt nordväst är den kuperad.Runt Belāsejīn är det ganska tätbefolkat, med 62 invånare per kvadratkilometer. Närmaste större samhälle är Sarāb, 5,2 km öster om Belāsejīn. Trakten runt Belāsejīn består till största delen av jordbruksmark.